# 34D/Gale
34D/Gale, komet Jupiterove obitelji, objekt blizu Zemlji. 
Nikad dosad poslije prvog otkrića nije uočen te ga se u znanstvenoj zajednici smatra izgubljenim kometom.